# Amphoe Mueang Phichit
Amphoe Mueang Phichit (in Thai: อำเภอเมืองพิจิตร) ist der Landkreis (Amphoe – Verwaltungs-Distrikt) der Provinzhauptstadt der Provinz Phichit in der Nordregion von Thailand. 
Phichit ist ebenfalls eine Stadt (Thesaban Mueang) in der Provinz Phichit.

## Geographie
Benachbarte Landkreise (von Osten im Uhrzeigersinn): die Amphoe Sak Lek, Wang Sai Phun, Taphan Hin, Pho Prathap Chang und Sam Ngam in der Provinz Phichit sowie Amphoe Bang Krathum of Phitsanulok Provinz.

## Geschichte
Im Jahr 1917 wurde der Bezirk von Mueang in Tha Luang (ท่าหลวง) umbenannt. Ab 1938 wurde er dann Mueang Phichit genannt.

## Verwaltung

### Provinzverwaltung
Der Landkreis Mueang Phichit ist in 16 Tambon („Unterbezirke“ oder „Gemeinden“) eingeteilt, die sich weiter in 135 Muban („Dörfer“) unterteilen.
| Nr. | Name           | Thai        | Muban | Einw.  |
| --- | -------------- | ----------- | ----- | ------ |
| 01. | Nai Mueang     | ในเมือง      | 0-    | 22.385 |
| 02. | Phai Khwang    | ไผ่ขวาง      | 08    | 03.637 |
| 03. | Yan Yao        | ย่านยาว      | 10    | 05.925 |
| 04. | Tha Lo         | ท่าฬ่อ        | 07    | 05.410 |
| 05. | Pak Thang      | ปากทาง      | 09    | 05.985 |
| 06. | Khlong Khachen | คลองคะเชนทร์ | 10    | 08.788 |
| 07. | Rong Chang     | โรงช้าง      | 07    | 05.916 |
| 08. | Mueang Kao     | เมืองเก่า     | 09    | 05.829 |
| 09. | Tha Luang      | ท่าหลวง      | 10    | 06.449 |
| 10. | Ban Bung       | บ้านบุ่ง       | 07    | 07.371 |
| 11. | Kha Mang       | ฆะมัง        | 12    | 06.261 |
| 12. | Dong Pa Kham   | ดงป่าคำ      | 09    | 04.871 |
| 13. | Hua Dong       | หัวดง        | 09    | 06.820 |
| 15. | Pa Makhap      | ป่ามะคาบ     | 14    | 08.351 |
| 19. | Sai Kham Ho    | สายคำโห้     | 05    | 02.500 |
| 20. | Dong Klang     | ดงกลาง      | 09    | 04.623 |

Hinweis: Die fehlenden Nummern (Geocodes) beziehen sich auf die Tambon aus denen heute Sak Lek besteht.

### Lokalverwaltung
Es gibt eine Kommune mit „Stadt“-Status (Thesaban Mueang) im Landkreis:
- Phichit (Thai: เทศบาลเมืองพิจิตร) bestehend aus dem kompletten Tambon Nai Mueang.

Es gibt vier Kommunen mit „Kleinstadt“-Status (Thesaban Tambon) im Landkreis:
- Tha Lo (Thai: เทศบาลตำบลท่าฬ่อ) bestehend aus Teilen des Tambon Tha Lo.
- Wang Krot (Thai: เทศบาลตำบลวังกรด) bestehend aus Teilen des Tambon Ban Bung.
- Hua Dong (Thai: เทศบาลตำบลหัวดง) bestehend aus Teilen des Tambon Hua Dong.
- Dong Pa Kham (Thai: เทศบาลตำบลดงป่าคำ) bestehend aus dem kompletten Tambon Dong Pa Kham.

Außerdem gibt es 14 „Tambon-Verwaltungsorganisationen“ (องค์การบริหารส่วนตำบล – Tambon Administrative Organizations, TAO)
- Phai Khwang (Thai: องค์การบริหารส่วนตำบลไผ่ขวาง) bestehend aus dem kompletten Tambon Phai Khwang.
- Yan Yao (Thai: องค์การบริหารส่วนตำบลย่านยาว) bestehend aus dem kompletten Tambon Yan Yao.
- Tha Lo (Thai: องค์การบริหารส่วนตำบลท่าฬ่อ) bestehend aus Teilen des Tambon Tha Lo.
- Pak Thang (Thai: องค์การบริหารส่วนตำบลปากทาง) bestehend aus dem kompletten Tambon Pak Thang.
- Khlong Khachen (Thai: องค์การบริหารส่วนตำบลคลองคะเชนทร์) bestehend aus dem kompletten Tambon Khlong Khachen.
- Rong Chang (Thai: องค์การบริหารส่วนตำบลโรงช้าง) bestehend aus dem kompletten Tambon Rong Chang.
- Mueang Kao (Thai: องค์การบริหารส่วนตำบลเมืองเก่า) bestehend aus dem kompletten Tambon Mueang Kao.
- Tha Luang (Thai: องค์การบริหารส่วนตำบลท่าหลวง) bestehend aus dem kompletten Tambon Tha Luang.
- Ban Bung (Thai: องค์การบริหารส่วนตำบลบ้านบุ่ง) bestehend aus Teilen des Tambon Ban Bung.
- Kha Mang (Thai: องค์การบริหารส่วนตำบลฆะมัง) bestehend aus dem kompletten Tambon Kha Mang.
- Hua Dong (Thai: องค์การบริหารส่วนตำบลหัวดง) bestehend aus Teilen des Tambon Hua Dong.
- Pa Makhap (Thai: องค์การบริหารส่วนตำบลป่ามะคาบ) bestehend aus dem kompletten Tambon Pa Makhap.
- Sai Kham Ho (Thai: องค์การบริหารส่วนตำบลสายคำโห้) bestehend aus dem kompletten Tambon Sai Kham Ho.
- Dong Klang (Thai: องค์การบริหารส่วนตำบลดงกลาง) bestehend aus dem kompletten Tambon Dong Klang.